# Дрохичин
Дрохичин (пол. Drohiczyn, укр. Дорогичин) — город в Польше. Входит в состав Семятыченского повята Подляского воеводства.

## География
Расположен на правом высоком берегу Западного Буга. Занимает площадь 15,68 км².

## Население
Численность населения на 30.06.2012 составляла 2129 человек. В 2004 году было 2111 человек.

## История
Археологические исследования дали основания считать, что Дорогичинский детинец был построен во второй половине XI века. Древнерусский Дорогичин впервые упомянут в Киевской летописи под 1142 годом: «…Всеволодъ же радъ бъıвъ разлоучѣнью ихъ. и оуладивъсѧ. ѡ волость. и да Берестии. Дорогичинъ. и Въщижь…». , когда киевский князь Всеволод Ольгович отдал Берестье вместе с Дорогичином черниговским князьям Давидовичам. Уже вскоре, со второй половины XII века, Дорогичин стал центром небольшого удельного княжества.
Расположенный на западной границе Галицко-Волынского княжества город играл важную роль в большой транзитной торговле Руси с Польшей и странами Западной Европы, через него проходил в том числе Великий янтарный путь. Дорогичин выполнял функцию одной из главных таможен.
В пределах Дорогичина было обнаружено несколько тысяч свинцовых товарных пломб (по разным сведениям от не менее 8,5 до не более 15 тысяч). Второе место по числу находок пломб занимает Великий Новгород (более 400 пломб), третье — Ратминское поселение в Дубне (около 50 пломб), четвёртое — Курск (40 пломб). В большинстве случаев пломбы представляют собой согнутые вдвое свинцовые пластинки, сквозь которые проходил шнурок. На пломбах из Дорогичина обнаружены знаки Рюриковичей — двузубцы и трезубцы, а также геометрические линии, фигуры, латинские и славянские буквы. Большинство знаков Рюриковичей на дорогичинских свинцовых пломбах не встречаются за пределами самого Дрогичина — видимо, они принадлежали мелким западнорусским князьям.
В первой половине XIII века город был временно захвачен поляками. Грамотой от 3 марта 1237 года Конрад I Мазовецкий передал волынский город Дорогичин (Дрохичин) со значительной территорией между Западным Бугом и рекой Нурец добжинским рыцарям.
В 1238 году (либо в 1237) Дорогичин был отбит Данилом Романовичем у рыцарей, предположительно Добжинского ордена (названных в Галицко-Волынской летописи «темпличами-соломоничами», поскольку орден был сформирован по уставу тамплиеров). Здесь Даниил Романович принимал западные посольства, здесь же он короновался венцом короля Руси в 1253 году.
В 1274 году Дорогичин был осаждён и взят Великим княжеством Литовским, но затем временно возвращён в состав Галицко-Волынского княжества.
В XIV веке волынский князь Любарт передал дорогичинские земли Кейстуту.

## Фотографии

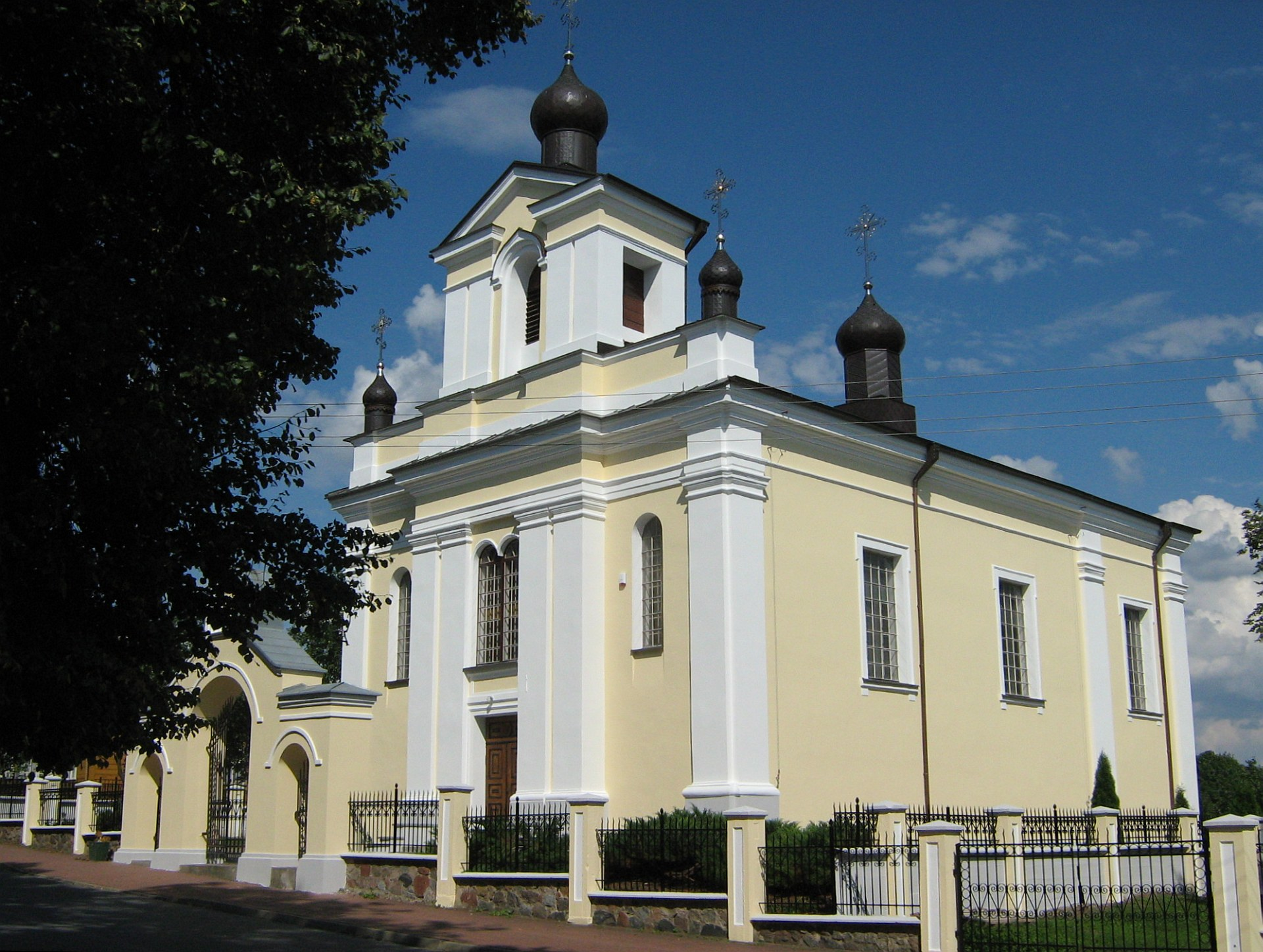
церковь
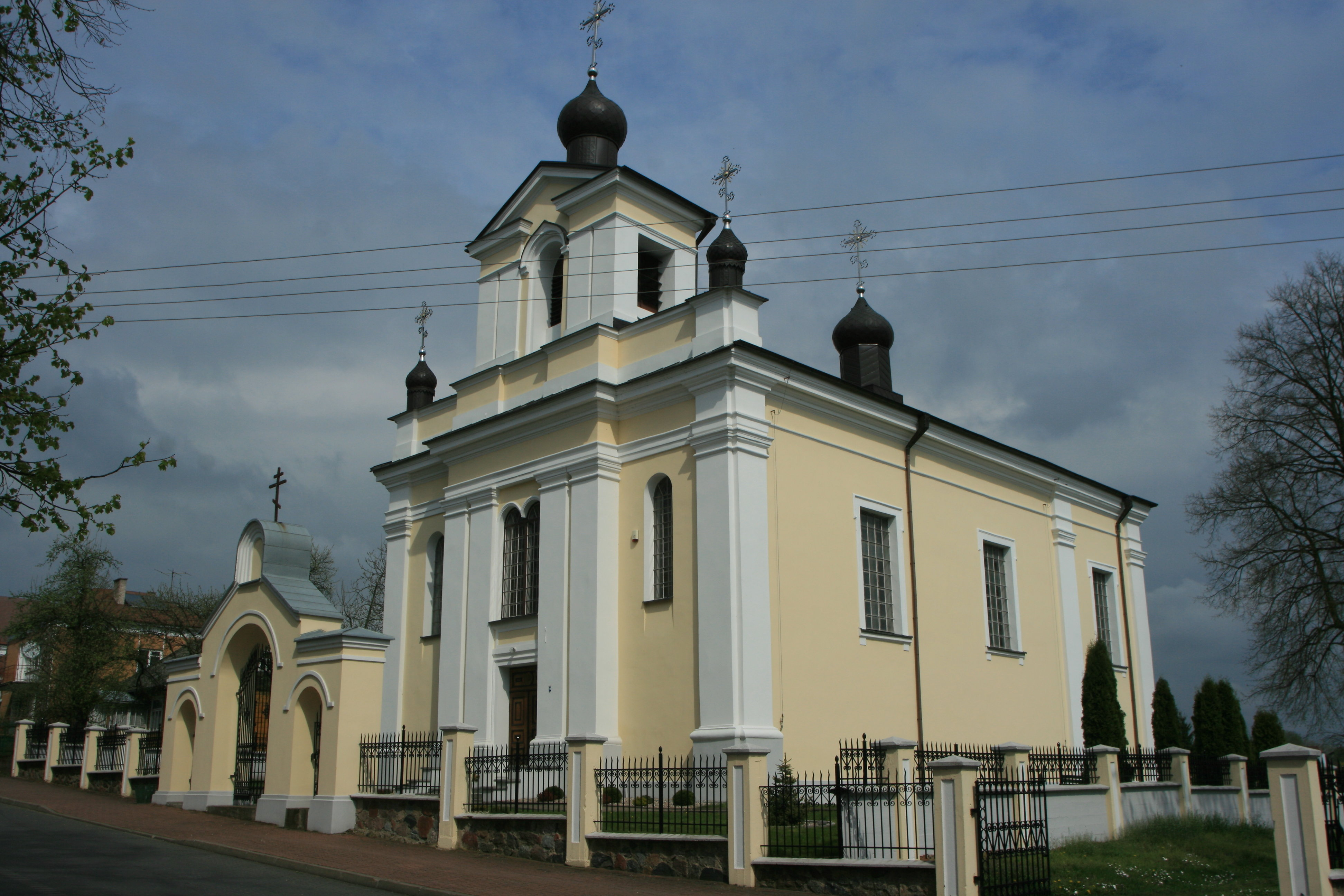
церковь
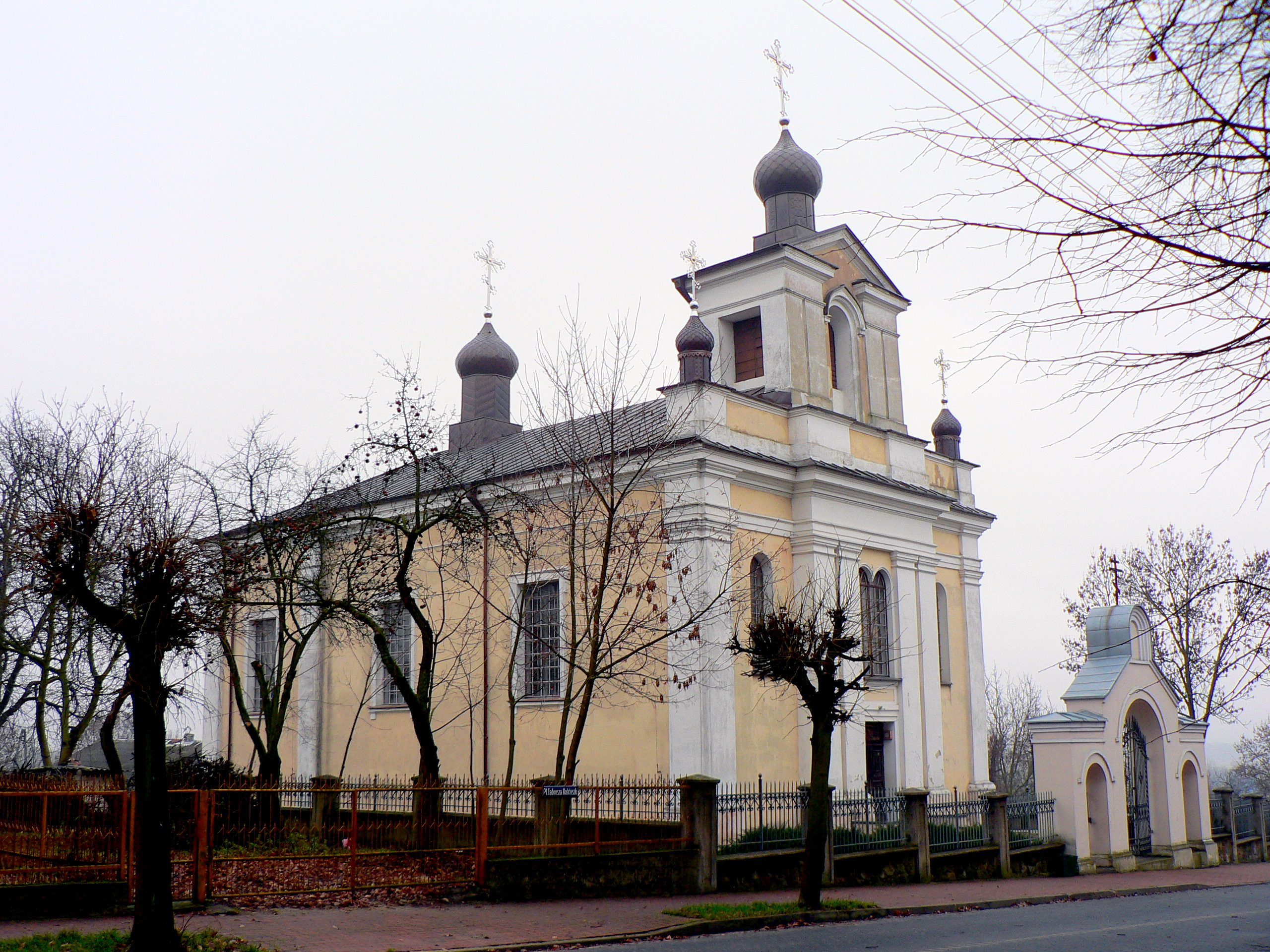
церковь
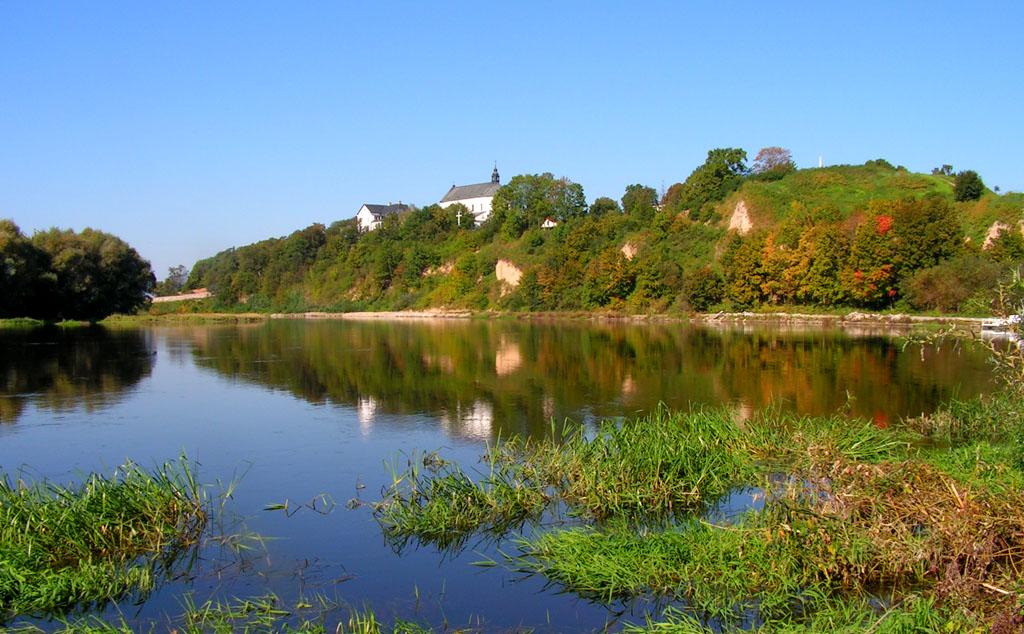
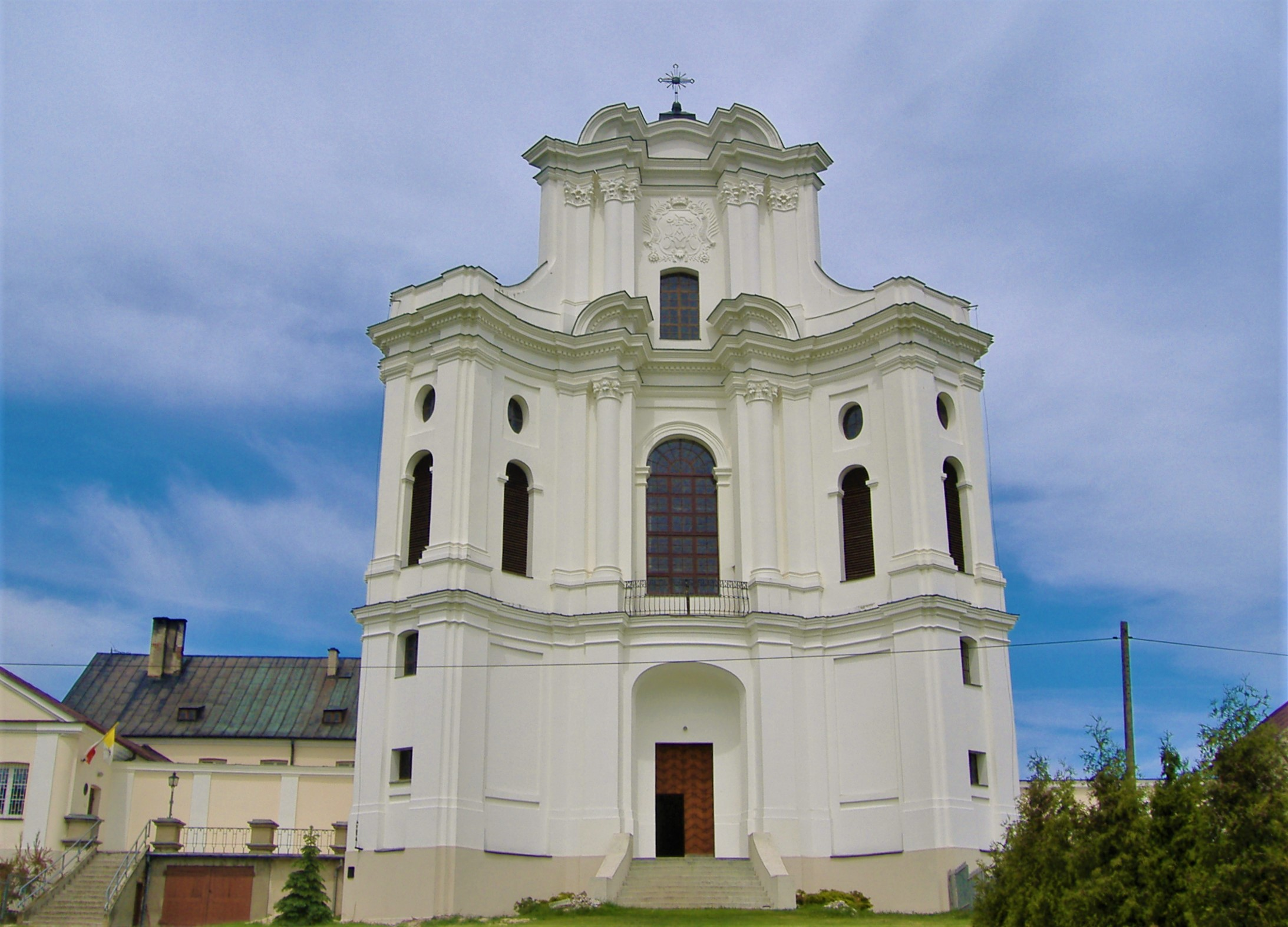
Костёл
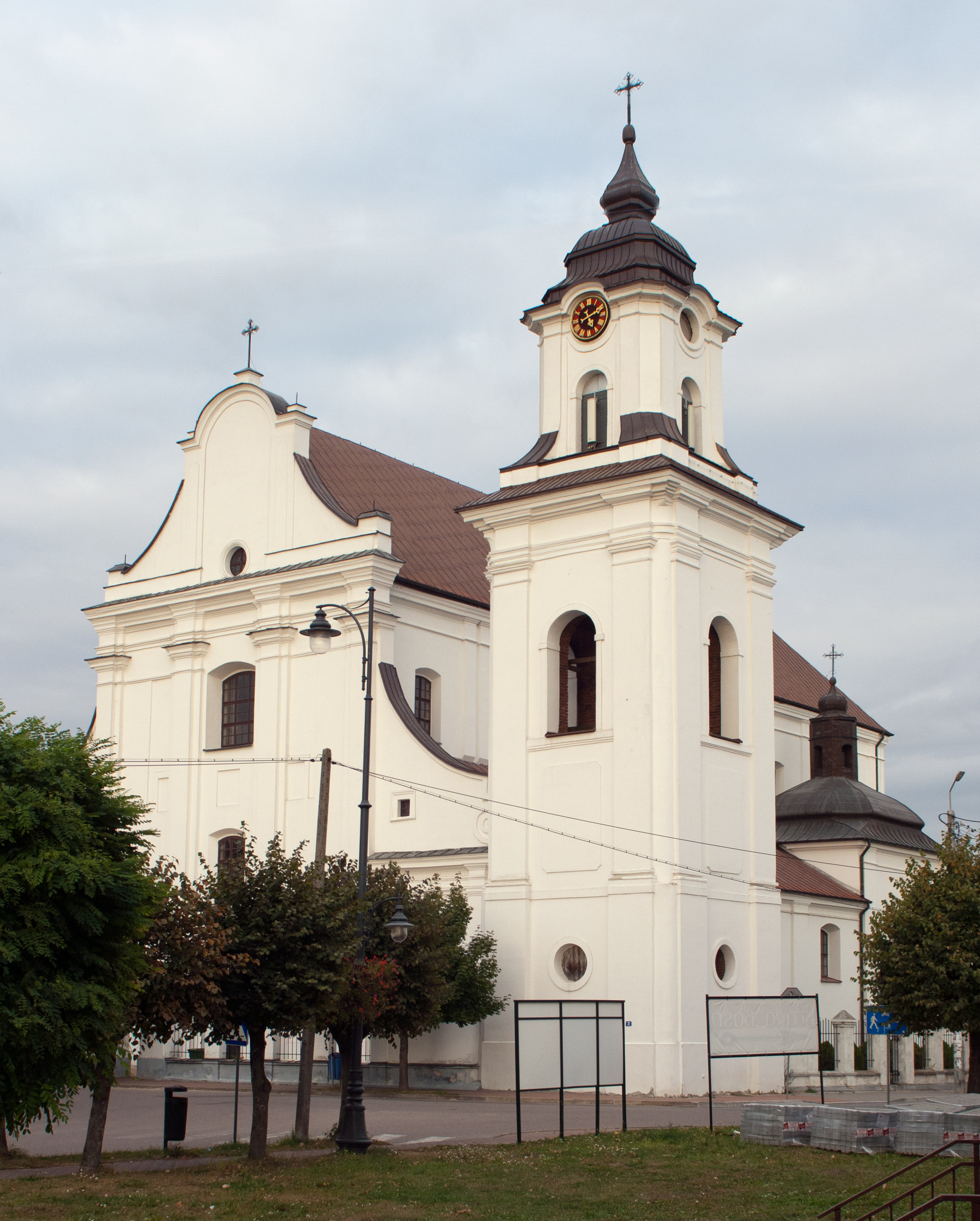
Костёл
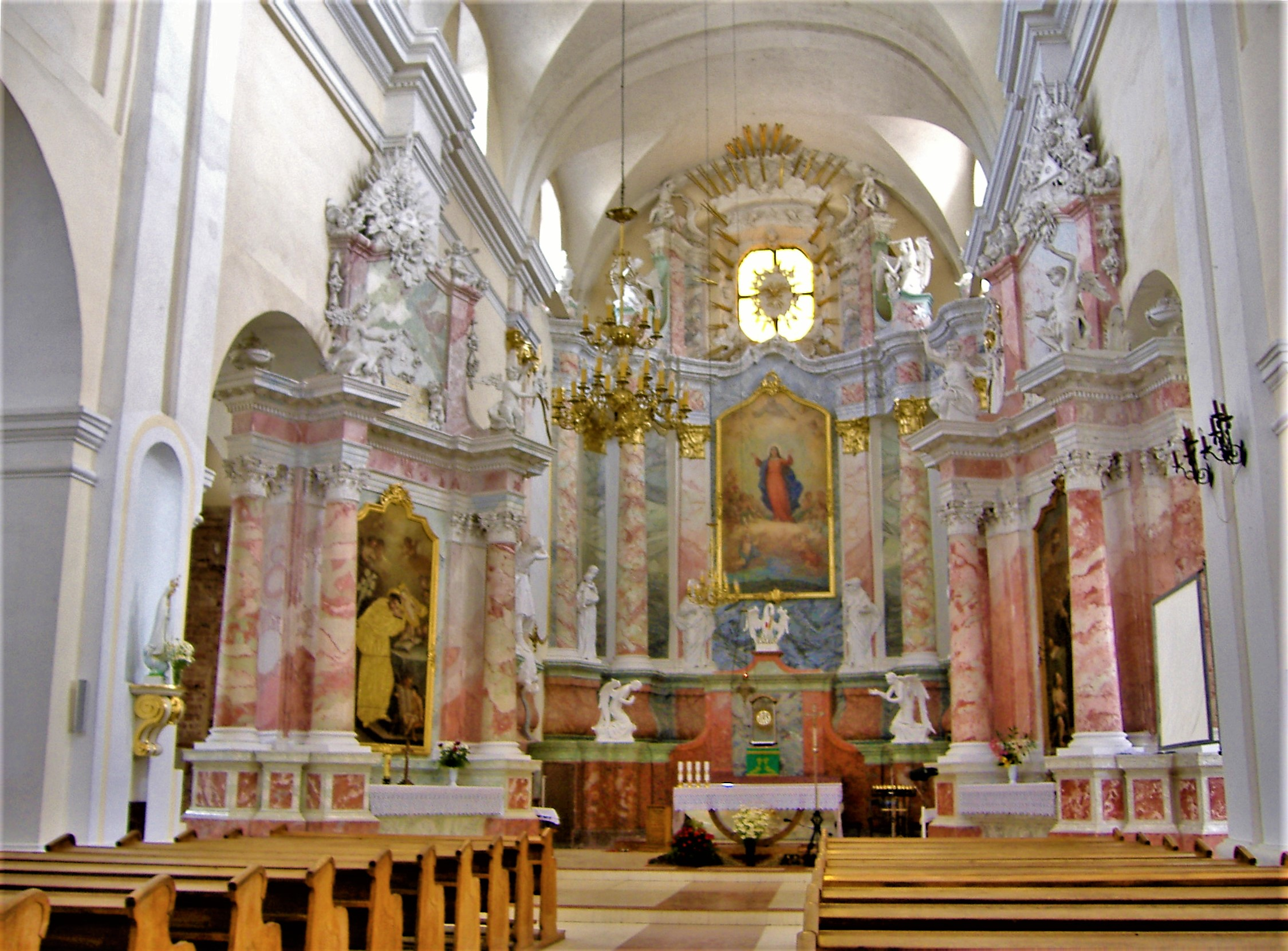
Костёл
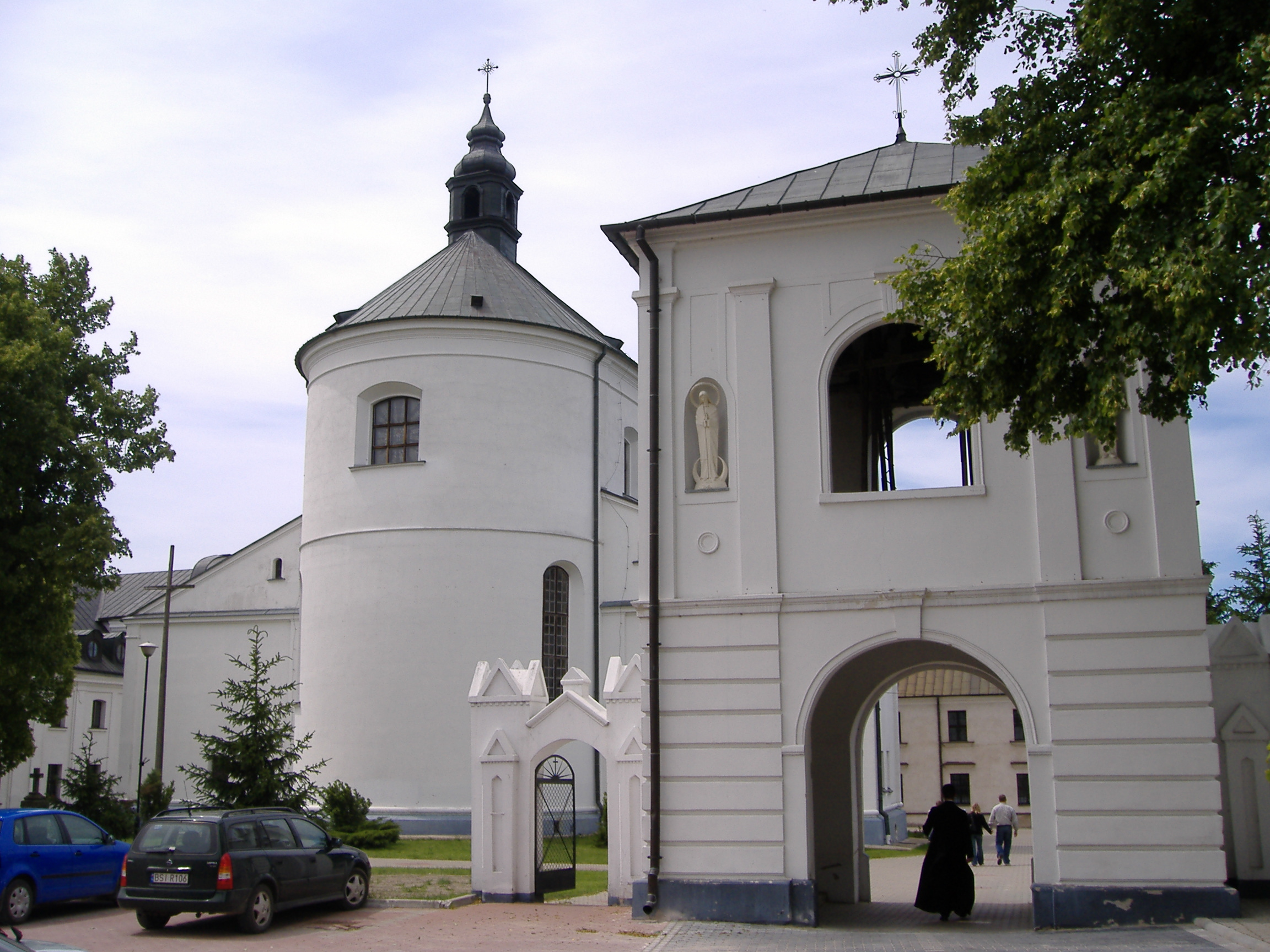
Костёл
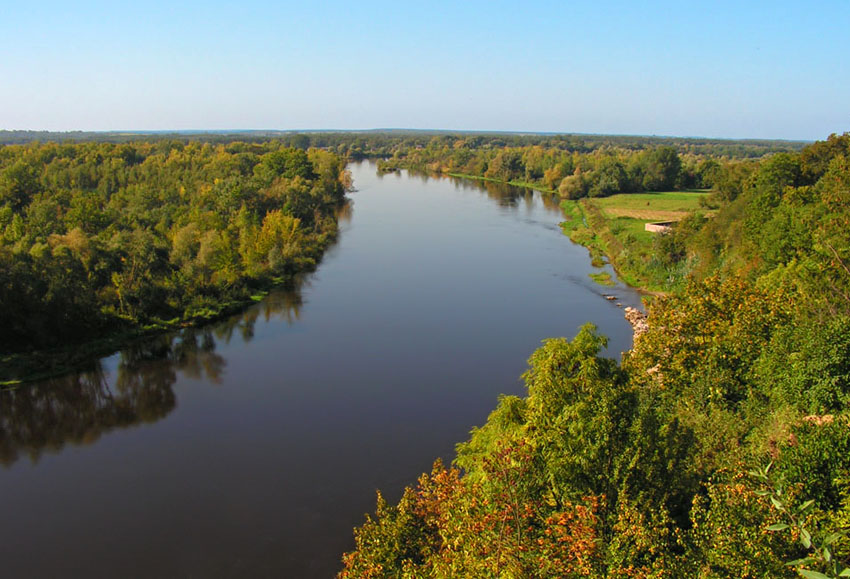
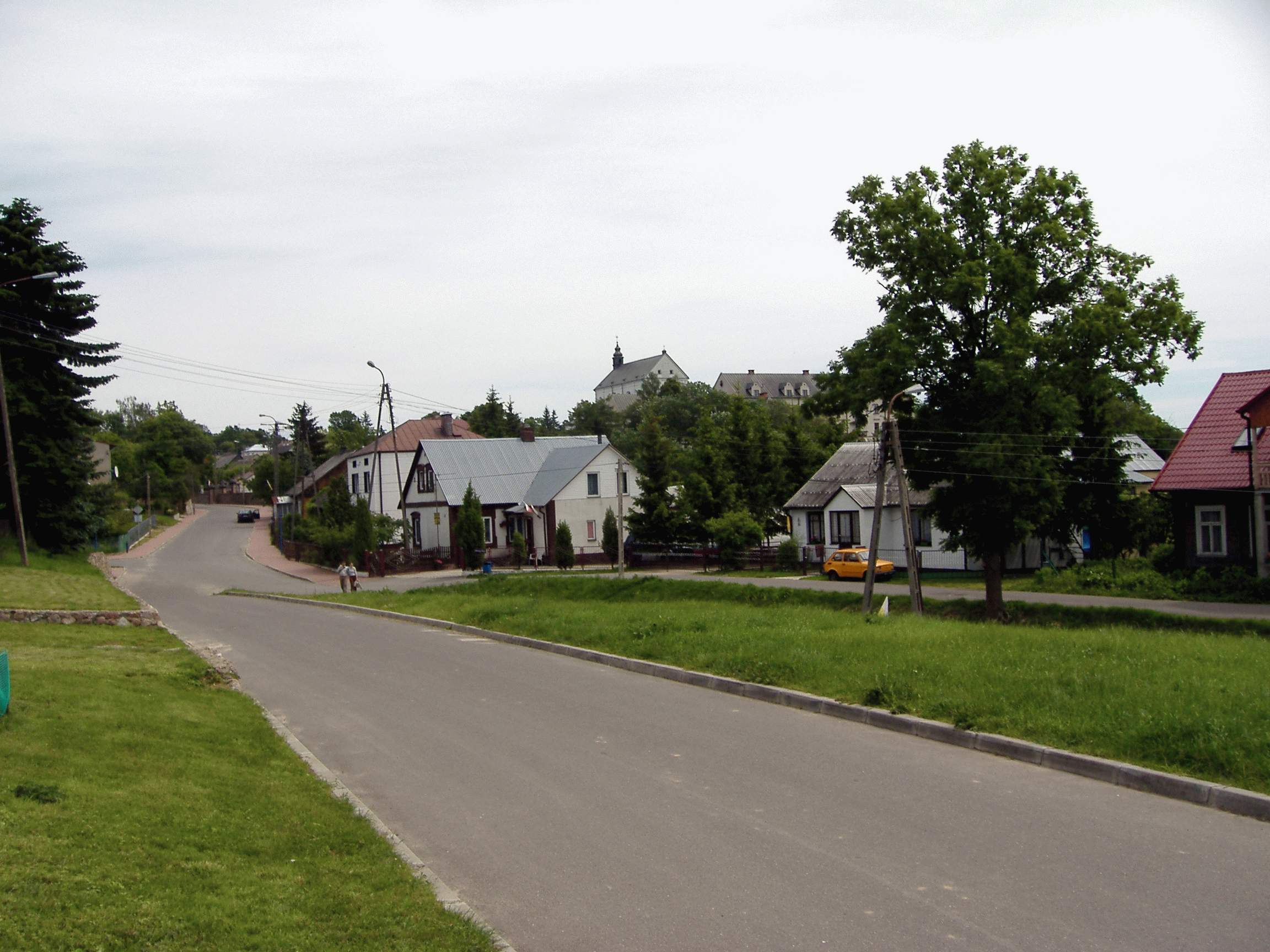
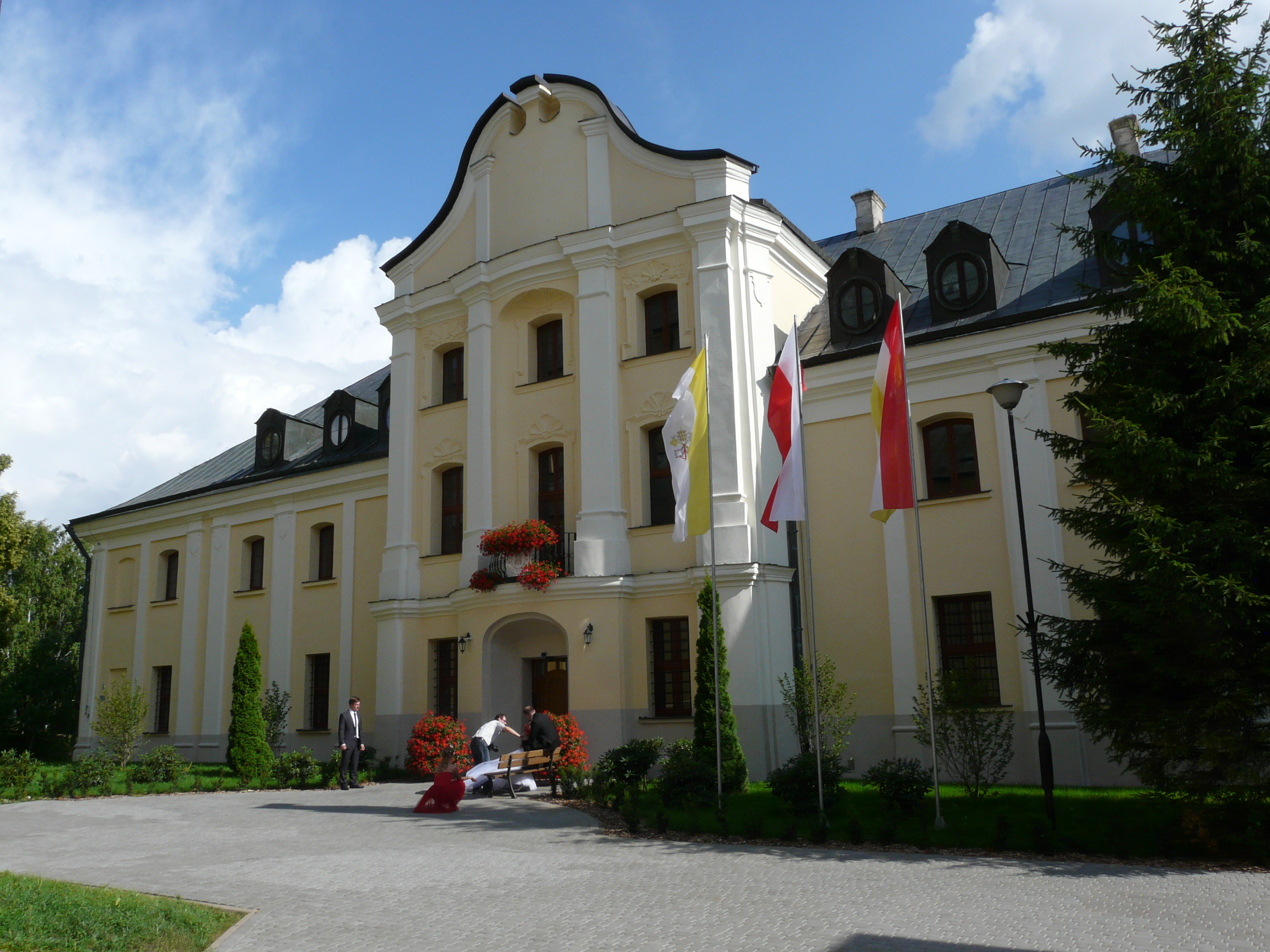